# Bill Richmond (Boxer)
Bill Richmond (* 5. August 1763 in Richmondtown, Staten Island, Provinz New York; † 28. Dezember 1829 in London, England) war ein afroamerikanischer Boxer in der Bare-knuckle-Ära. Er bestritt all seine Kämpfe in England und wurde im Jahre 2005 in die International Boxing Hall of Fame aufgenommen.